# Стегозавр
Стегозавр (лат. Stegosaurus) — род позднеюрских растительноядных динозавров, существовавших 155—145 млн лет назад (киммериджский ярус). В его составе выделено три вида. Благодаря шипам на хвосте и костяным пластинам на спине являются одними из самых узнаваемых динозавров.

## Открытие и изучение
Впервые ископаемые остатки стегозавра (Stegosaurus armatus) были обнаружены Г. Маршем в 1877 году к северу от городка Моррисон, в штате Колорадо. Название было составлено Маршем из греч. στέγος (крыша) и σαῦρος (ящер), поскольку палеонтолог посчитал, что пластины лежали на спине динозавра и образовывали подобие двускатной крыши. Поначалу было описано множество видов стегозавров, которые впоследствии были объединены в три.
Марш считал, что стегозавр передвигался лишь на двух ногах, поскольку передние конечности были существенно короче задних. Однако уже в 1891 году, оценив телосложение динозавра, он изменил своё мнение.

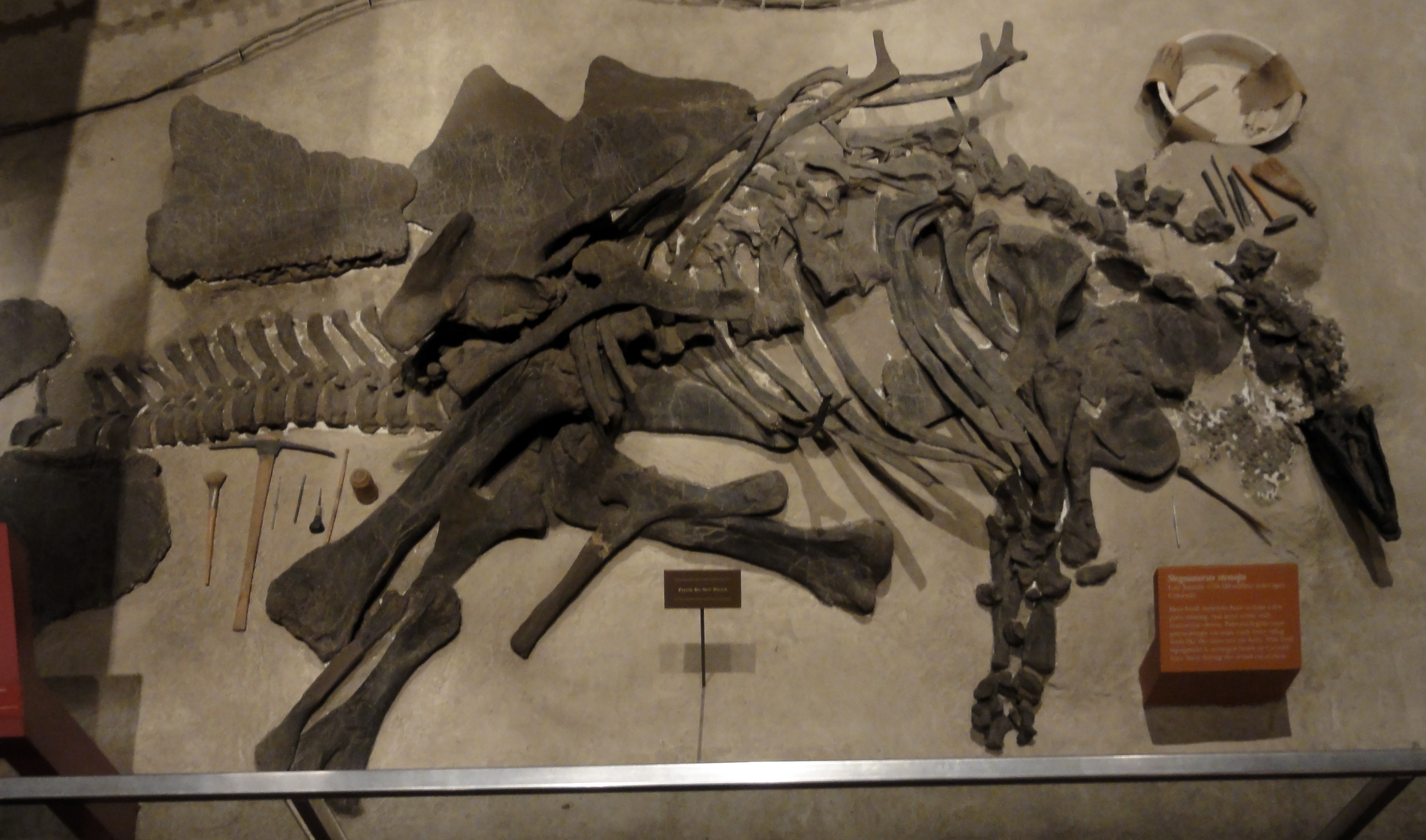
Голотип S. stenops (Национальный музей естественной истории, Вашингтон)
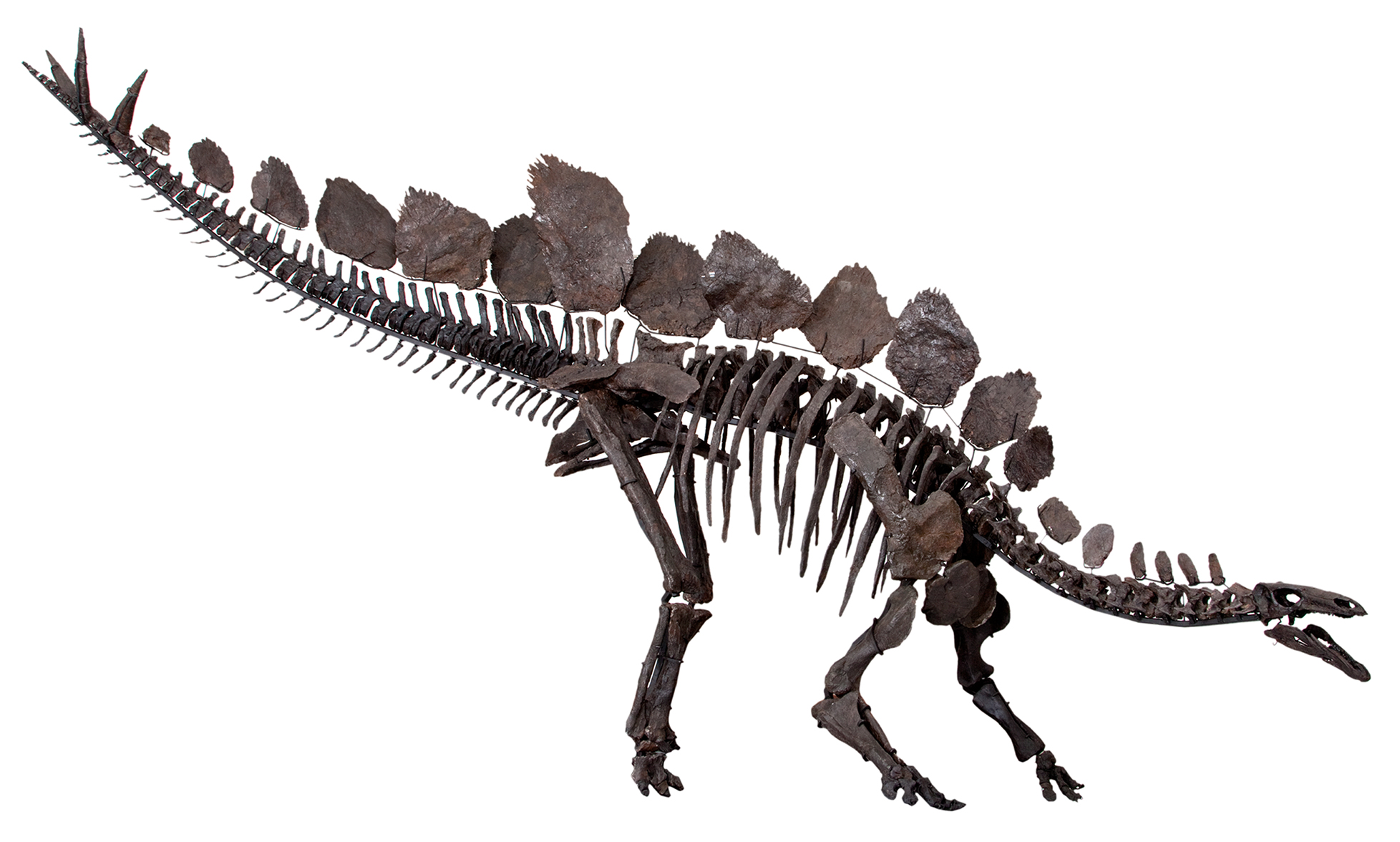
Смонтированный скелет образца «Софи», принадлежащего к виду S. stenops (Музей естествознания, Лондон)
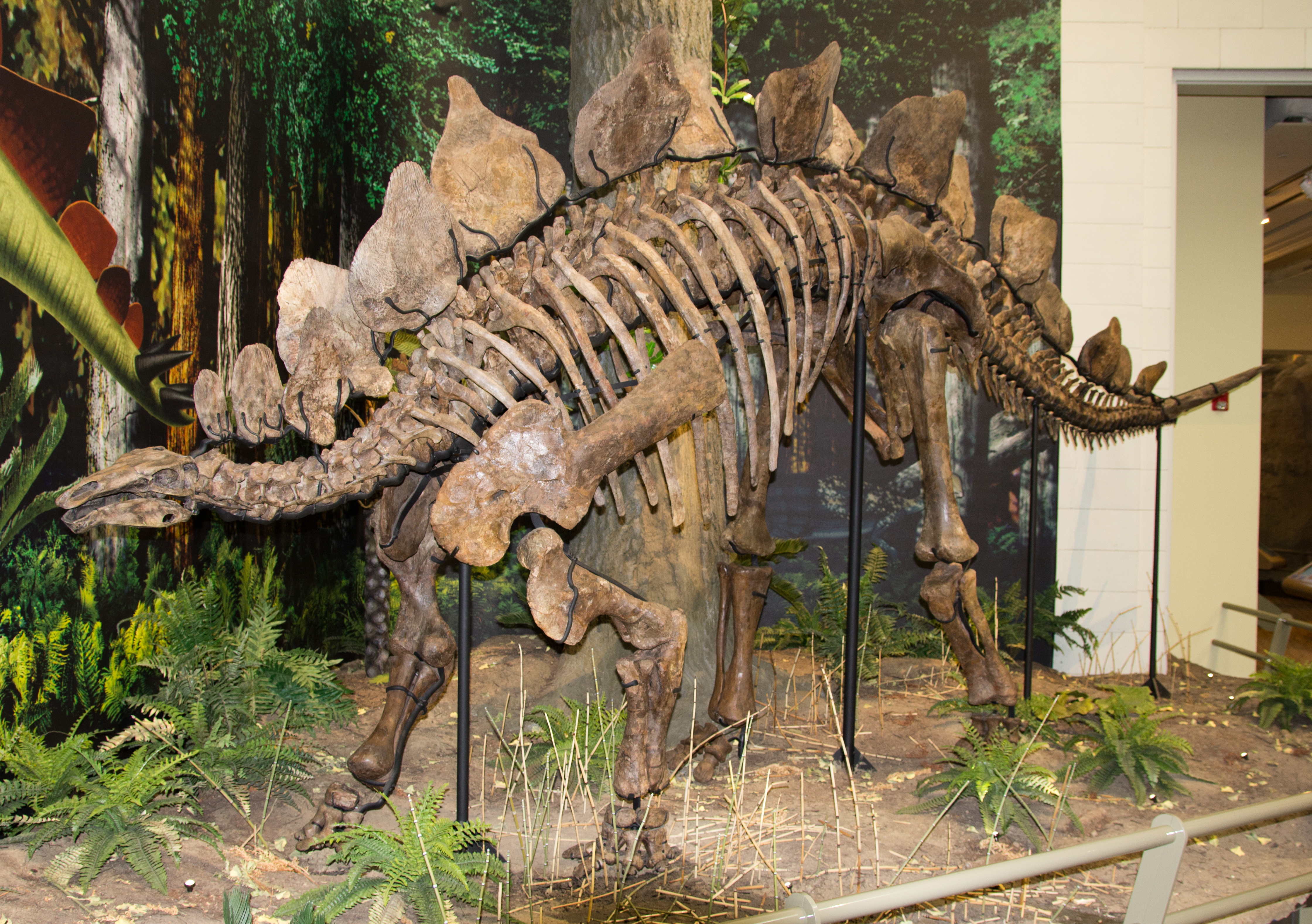
Композитный скелет Stegosaurus ungulatus (Музей Карнеги[англ.])

## Описание

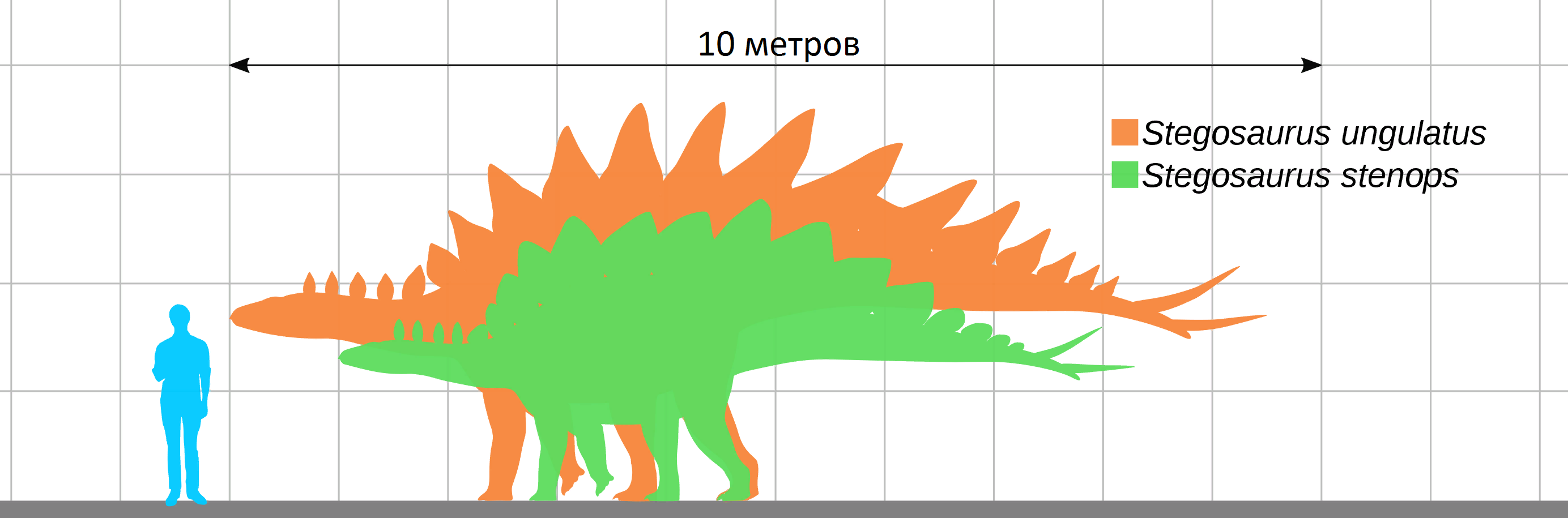
Сравнительный размер S. ungulatus (оранжевый) и S. stenops (зелёный)

Стегозавры были крупнейшими представителями своего инфраотряда, включавшего также роды Kentrosaurus и Huayangosaurus. Их максимальная длина составляла 9 метров (S. armatus), высота — 4 метра. Грегори Пол оценил длину вида Stegosaurus ungulatus в 7 м и вес в 3,8 тонн. Мозг динозавра был не больше, чем у собаки: при весе животного в 2 тонны его мозг весил лишь 70 граммов.

### Крестцовый мозг
Вскоре после обнаружения Марш обратил внимание на расширение позвоночного канала в районе таза, которое, будучи занято спинным мозгом, содержало бы в 20 раз больше нервной ткани, чем черепная коробка. Это привело к возникновению широко известной идеи, что стегозавр имел «второй» или «задний» мозг, который мог брать на себя осуществление многих рефлексов, снижая нагрузку на головной мозг. Есть также предположение, что «второй мозг» мог обеспечивать поддержку головному при угрозе со стороны хищников. В настоящее время показано, что это расширение (найденное также у зауропод) могло содержать гликогеновое тело, обнаруженное у современных птиц. Его назначение неизвестно, предполагается, что оно снабжает нервную систему гликогеном.

### Пластины
На спине стегозавра находились 17 костяных пластин, которые не были выростами каких-либо костей внутреннего скелета, а располагались обособленно. Некоторые палеонтологи, например, Роберт Беккер, полагают, что пластины были подвижны и могли менять угол наклона. Крупнейшие пластины имели размеры 60 × 60 см. Их расположение долго было предметом спора; лишь в настоящее время научное сообщество пришло к консенсусу, что пластины образовывали два ряда на спине животного, при этом пластины одного ряда росли напротив промежутков в другом ряду.
Назначение пластин так и остаётся спорным. Первоначально утверждалось что они являлись защитой от нападения сверху более высоких хищников, однако пластины были слишком хрупкими и оставляли незащищёнными бока. Позже появилась версия, что пластины были пронизаны кровеносными сосудами и участвовали в терморегуляции, подобно парусу диметродона и спинозавра и, например, ушам современных слонов. Пластины могли быть простым устрашением для хищников, внешне увеличивая размер стегозавра, или же играли роль в отношениях между особями внутри вида: помогали им распознать друг друга среди различных травоядных, использовались в брачных играх. Возможно, что пластины, благодаря кровеносным сосудам, краснели, отпугивая хищников. Также возможно и то, что они сочетали в себе все эти функции.

### Хвостовые шипы
Ещё одной примечательной особенностью стегозавров были две пары хвостовых шипов длиной около метра. Они использовались животными для самообороны. Напавшие на них хищники, такие, как аллозавры, могли получить от обозлённых стегозавров тяжёлые и даже смертельные ранения.

## Питание

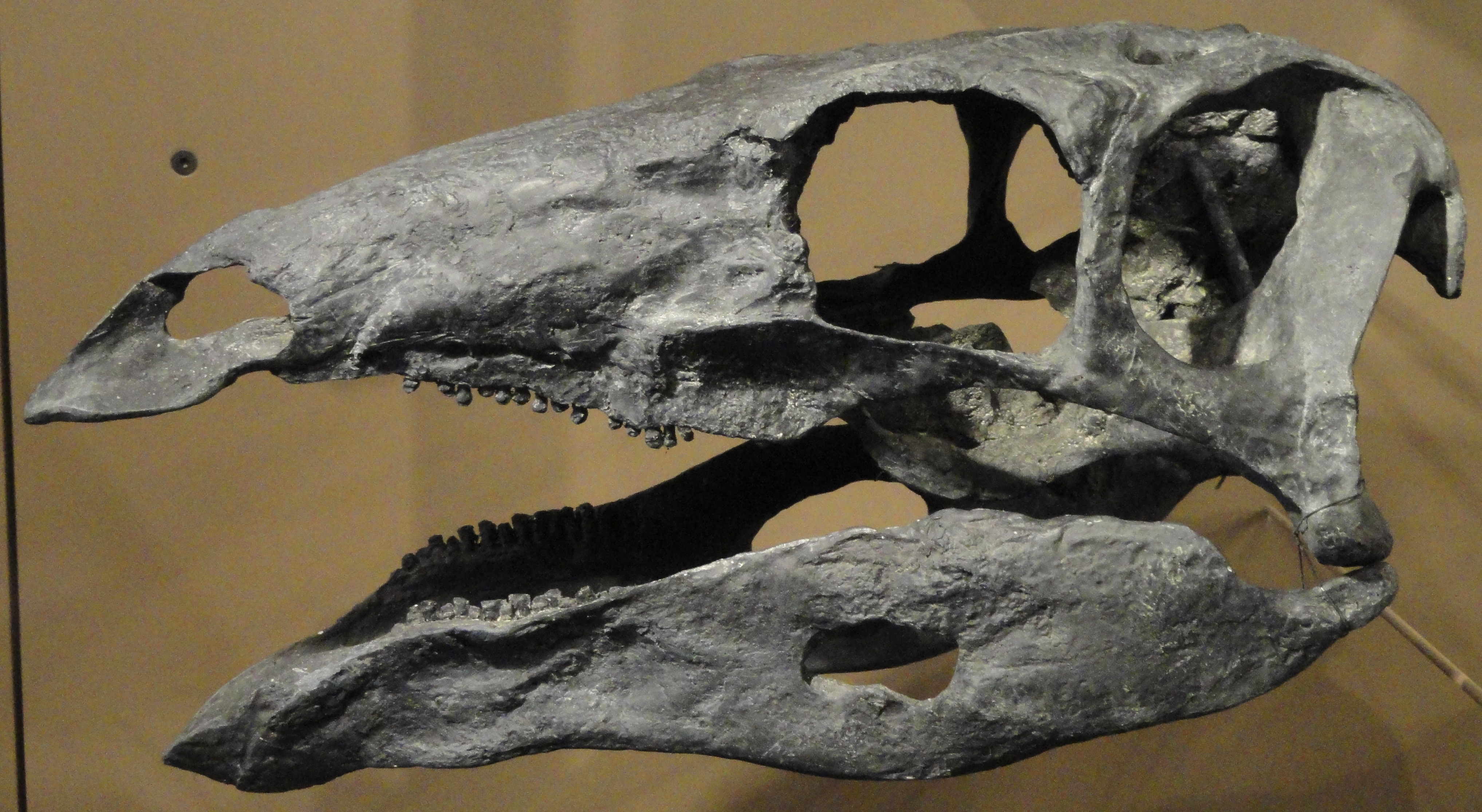
Череп стегозавра

Будучи растительноядными, стегозавры, тем не менее, сильно отличались по типу питания от остальных птицетазовых, которые имели строение зубов, подходящее для разжёвывания пищи, и челюстей, позволяющее им двигаться в разных плоскостях. Маленькие зубы стегозавра не были приспособлены для столкновения друг с другом при жевании, а челюсти могли двигаться только в одном направлении.
Тем не менее, стегозавры были весьма успешным и распространённым родом. Палеонтологи предполагают, что они могли заглатывать камни, которые в желудке перемалывали пищу, как сейчас поступают многие птицы и крокодилы.
Также есть две гипотезы относительно того, с какой высоты стегозавр добывал пищу. Он либо, оставаясь на четырёх ногах, объедал растущие на высоте около 1 метра листья, либо вставал на задние лапы и тогда достигал высоты 6 метров.

## Виды стегозавров

### Общепризнанные
- Stegosaurus sulcatus — описан Маршем в 1887 году по неполному скелету. Традиционно считался синонимом S. armatus, но более поздние исследования показывают что это не так. S. sulcatus отличается в основном своими необычно большим шипом, который как первоначально считалось был шипом хвоста. Сейчас предполагается, что он может исходить от плеча или бедра.
- Stegosaurus ungulatus — описан Маршем в 1879 году по нескольким позвонкам и пластинам, найденным в Вайоминге. однако найденные в Португалии остатки стегозавра были отнесены к этому виду.
- Stegosaurus stenops — описан Маршем в 1887 году по окаменелостям из штата Колорадо. Найден полный скелет представителя вида и около 50 фрагментарных. Достигал всего 7 метров в длину.

### Сомнительные и непризнанные виды
- Stegosaurus armatus — первый описанный вид в 1877 году, известен по 30 отдельным фрагментам одного частичного скелета, состоящего из таза, хвоста, задних конечностей и одной пластины. По оценкам Марша достигал 25 футов (7,5 метра). Долгое время считался голотипом вида, который с 2013 года был заменен на более полный образец S. stenops.
- Stegosaurus duplex — описан Маршем в 1887 году по нескольким костям, найденным в 1879 году Эдвардом Эшли в долине Комо-Блафф. Эти части были включены в реконструкцию скелета S. ungulatus 1910 года в музее Пибоди. Вид считается синонимом S. ungulatus.
- Stegosaurus seeleyanus — изначально называвшийся Hypsirophus, вероятно, тот же вид, что и S. armatus
- Stegosaurus (Diracodon) laticeps — известен по найденным Маршем в 1881 году фрагментам челюсти. Вновь S. laticeps описал в 1986 году Беккер, несмотря на замечания, что его находки недиагностируемы и неотличимы от S. stenops. Изначально S. laticeps был отнесён к роду Diracodon, иногда к нему относят и S. stenops. В настоящее время большинством учёных род Diracodon не выделяется, его представители рассматриваются как стегозавры.
- Stegosaurus longispinus — описан Чарльзом Гилмором по одному неполному скелету из штата Вайоминг. Также достигал 7 метров, но имел наиболее длинные шипы. Некоторыми исследователями относится к роду Alcovasaurus.
- Stegosaurus affinis — описан Маршем в 1881 году по находкам костей таза. Дальнейших находок не последовало. Вид считается не действительным.
- «Stegosaurus» madagascariensis — известен по найденным в 1926 году на Мадагаскаре зубам. Их, однако, разные исследователи приписывают анкилозавру и даже крокодилам.
- «Stegosaurus» marshi — описан Лукасом в 1901 году, в 1902 году выделен в отдельный род Hoplitosaurus.
- «Stegosaurus» priscus — найден в 1911 году, сейчас выделен в отдельный род Loricatosaurus.

## Исторические реконструкции

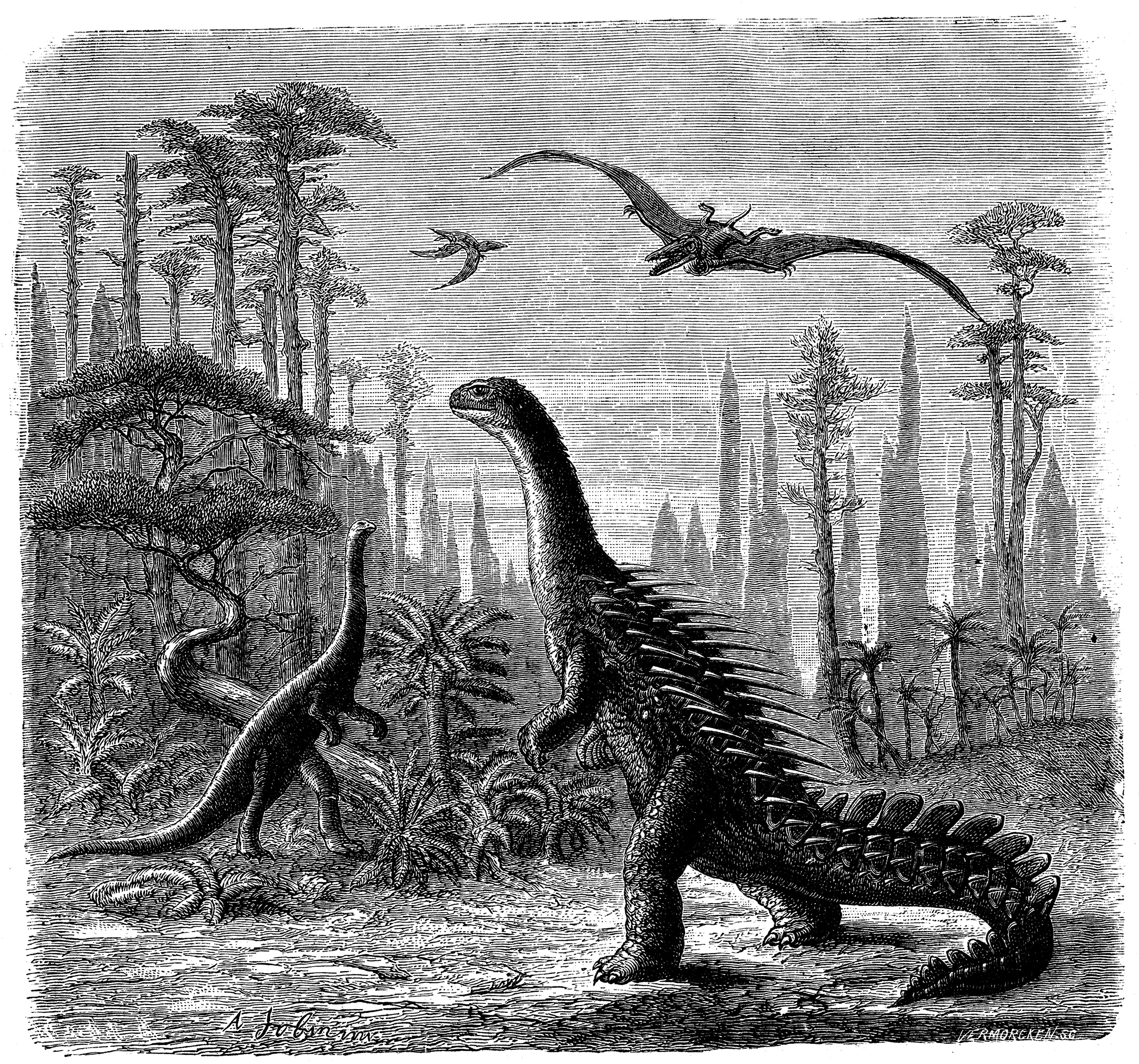
Реконструкция А. Тобина (1884)
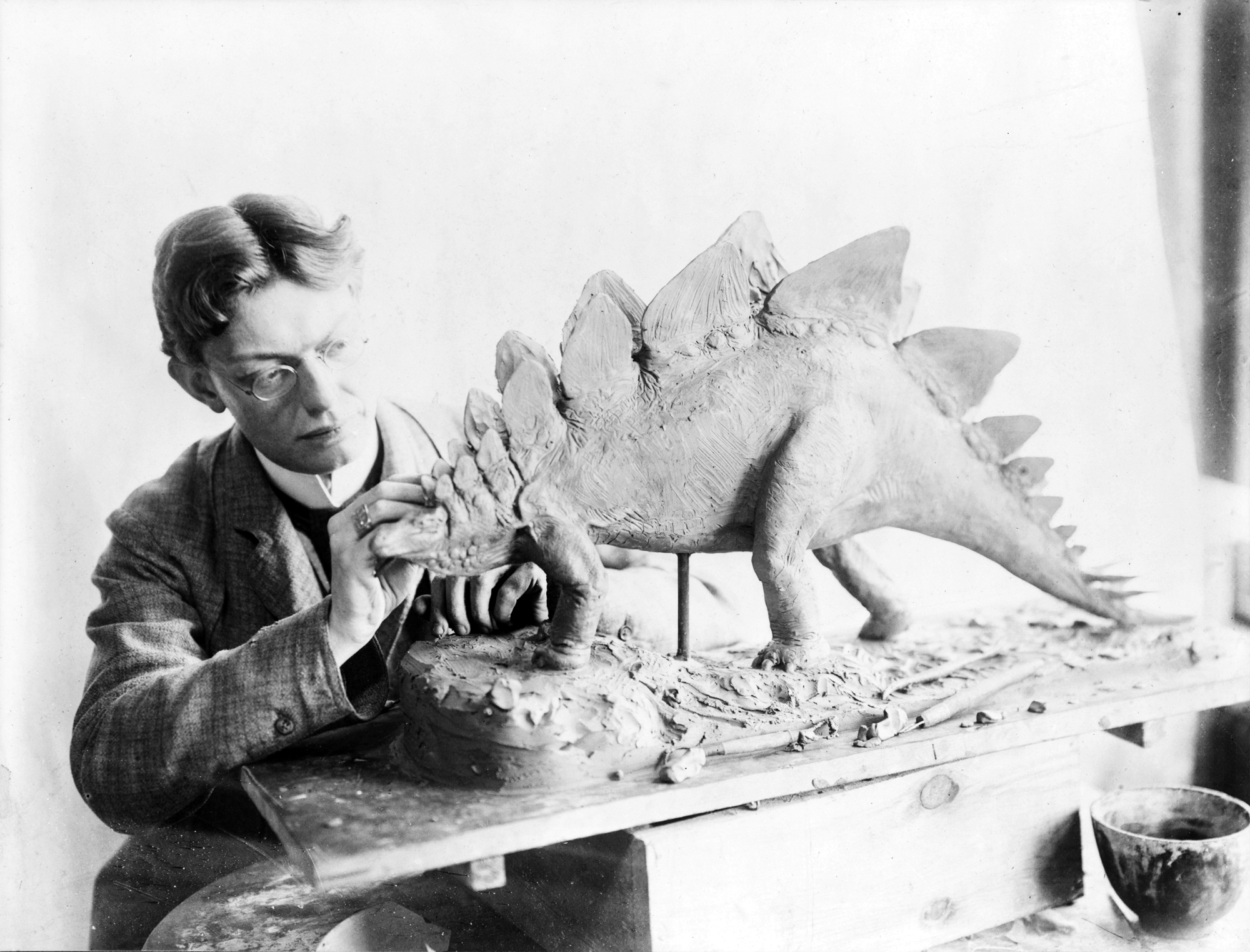
Чарльз Найт делает реконструкцию стегозавра (1899)
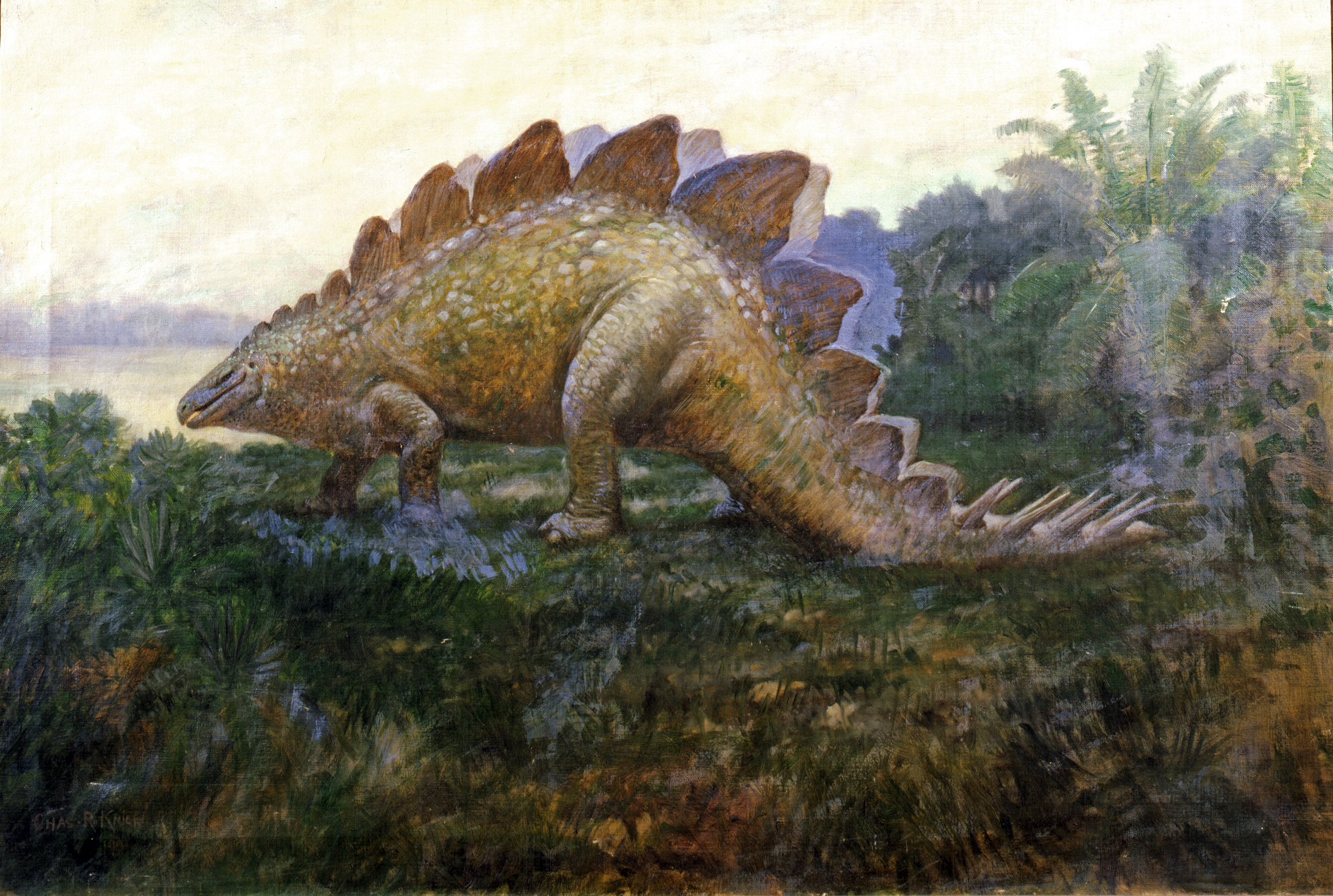
Реконструкция S. ungulatus Чарльза Найта (1901)
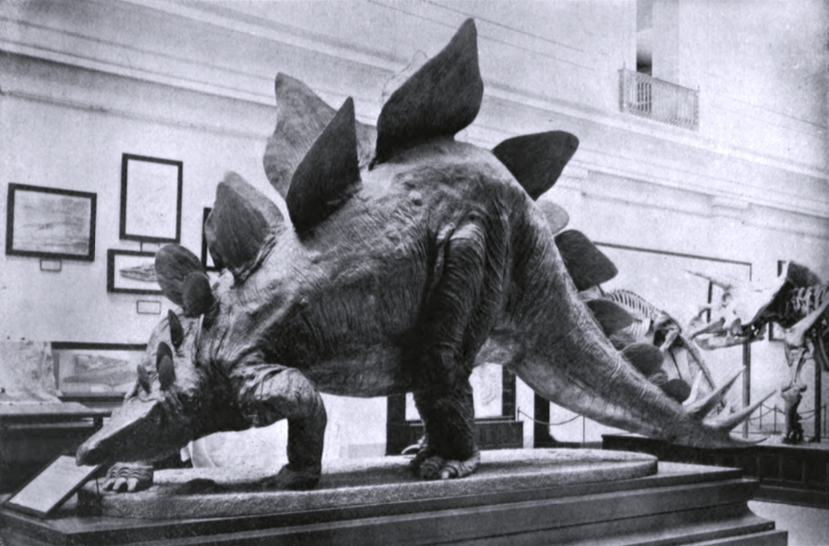
Реконструкция S. stenops в натуральную величину в Национальном музее естественной истории, Вашингтон, около 1911 года
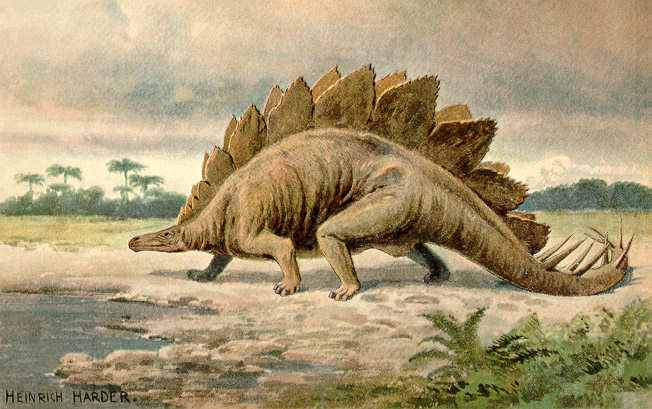
Реконструкция стегозавра Генриха Хардера (возможно, 1920 год)
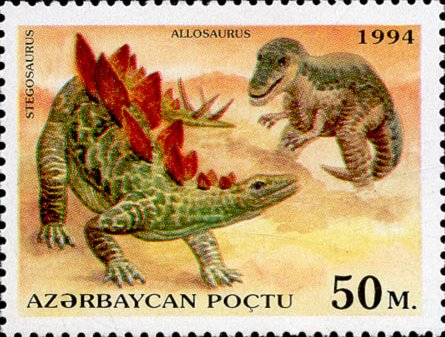
Марка Азербайджана (1994)

## В культуре
- Снарл — персонаж нескольких мультсериалов и комиксов о трансформерах, автобот из подгруппы диноботов, способный трансформироваться в стегозавра.
- Спайк — детёныш стегозавра в серии мультфильмов и мультсериале «Земля до начала времён». В некоторых сериях мультсериала появляется стадо стегозавров.
- Стегмат — антропоморфный стегозавр, персонаж из мультсериала «Черный Плащ», где появляется в сериях «Утки Правосудия» (1 и 2 частях) «Мезозойская заварушка» и «Черный Дублон».
- Стегозавр появлялся в фильмах и играх по франшизе «Парк Юрского периода»: во второй части оригинальной трилогии, в первых двух фильмах серии «Мир юрского периода», играх «Jurassic World Evolution», «Jurassic World Evolution 2», «Jurassic Park: Operation Genesis» и многих других. Также стегозавры появятся в фильме «Мир юрского периода: Господство».
- Документальный многосерийный фильм «Прогулки с динозаврами» также показал нам стегозавра: во второй серии «Время титанов» и фильме «Баллада о большом Але»
- «Кто полюбит стегозавра?» — песня группы «Соломенные Еноты».